# Here We Go Again (Governor)
Here We Go Again è un brano musicale del cantante Governor, pubblicato come singolo estratto dall'album A Touch of Magic. Il brano figura la collaborazione del rapper 50 Cent. Il brano è stato reso disponibile per il download digitale il 27 dicembre 2010 su Amazon ed il 29 dicembre 2010 su iTunes. Il brano è stato invece reso disponibile per l'airplay radiofonico nel gennaio 2011.

## Tracce
Digital single
1. Here We Go Again (featuring 50 Cent) – 3:37